# Lake Clarke
Der Lake Clarke ist ein Gebirgssee im Westland District der Region West Coast auf der Südinsel von Neuseeland.

## Geographie
Der Lake Clarke befindet sich in den Thomson Range, rund 2,7 km westlich des Arawhata River und rund 4,5 km südöstlich des Jackson River. Der höchste Gipfel der Bergkette, der 1189 m hohe Mount Jackson, liegt 1,24 km nordöstlich des Sees und der Nachbarsee Lake Leeb 815 m südwestlich. Mit einer Flächenausdehnung von 25,6 Hektar erstreckt sich der auf einer Höhe von 906 m liegende Lake Clarke über eine Länge von 1,095 km in Südsüdost-Nordnordwest-Richtung und misst an seiner breitesten Stelle 335 m. Der Umfang des Sees liegt bei rund 2,72 km.
Der See verfügt über keine erkennbaren Zuflüsse. Die Entwässerung des Lake Clarke findet bei genügend Wasserstand an seinem nördlichen Ende über den Cart Creek statt, der weiter nordnordwestlich in den Jackson River mündet.